# 岩永徹也
岩永 徹也（いわなが てつや、1986年10月16日 - ）は、日本の俳優、ファッションモデル、タレント、薬剤師、YouTuber。レプロエンタテインメント、フリーを経て、トーチ・リンク所属。JAPAN MENSA会員。岩永兄弟のメンバー。

## 来歴
長崎県佐世保市出身。福岡大学薬学部卒業。慶應義塾大学大学院薬学研究科博士課程単位取得満期退学。
2009年7月から雑誌『MEN'S NON-NO』の専属モデルとして活動の傍ら、2012年4月より薬剤師としても勤務。同雑誌モデル、大杉友兼、赤塚弘卓とともに2012年12月公開映画『ONE PIECE FILM Z』に声優として参加。
2013年2月から7月まで、フジテレビ系列のテレビ番組『テラスハウス』に「王子」の愛称で出演。同番組卒業後、同年8月24日放送『めちゃ×2イケてるッ!』の野球拳コーナーに出演しネット上で話題となった。同年11月、世界人口上位2%のIQを有する者たちの団体JAPAN MENSAの会員認定を受けた。同月18日放送『お試しかっ！＆Qさま!!合体2時間SP』には「イケメンインテリ軍団」の一員として出演。
2014年3月『MEN'S NON-NO』専属モデル卒業後（雑誌掲載は6月号まで）はフリーモデルとして『BAILA』『JJ』他女性雑誌にも登場。ウォークマンFシリーズをはじめ複数のコマーシャルにも出演。また、植田一三と上田敏子の著書「英語で説明する科学技術」（語研）第2章の医学パートの執筆に参加するなど、活動する分野は多岐にわたる。
2016年10月から2017年8月まで放送された、『仮面ライダーエグゼイド』の檀黎斗（だんくろと）/仮面ライダーゲンム役で、初のテレビドラマ出演を果たした。放送から5年が経過した2022年に、シネマトゥデイでのインタビューで当時を振り返っている。
2022年3月31日、レプロエンタテイメントとのマネジメント契約終了をTwitter上で報告した。

## 人物
- 本格的な海外留学経験は無いが、独学で英語を習得し、流暢な英語を話す[15]。
- 勉強が趣味で、多くの免許・資格を取得している[16][リンク切れ]。
- 過去、アマチュアバンドで、歌詞・楽曲製作、ボーカル、ギターを担当していた[7]。
- 宇宙好き[17]。JAXAの宇宙飛行士適性試験を受けオールトリプルAの評価を受けた[18]。
- 「ONE PIECE addict」という言葉を使うほど『週刊少年ジャンプ』連載漫画『ONE PIECE』好き。同漫画作者尾田栄一郎を尊敬する人物の一人にあげている。海外版漫画も収集。『ONE PIECE FILM Z』で声優および映画公開前に行われた記念イベント「ONE PIECE AWARD」に参加した感動を公式ブログで語っている。また、同ブログでは自身が描いた本格的なイラストも披露している[19]。『ONE PIECE』以外の好きな漫画は『ドラえもん』、『SLAM DUNK』、『ブラック・ジャック』他手塚治虫漫画、『賭博覇王伝 零』他福本伸行漫画、『名探偵コナン』、『BASARA』、『彼氏彼女の事情』など。
- MEN'S NON-NO専属モデル時代はRUN部に所属、ジャマイカで行われた2011年12月のレゲエマラソンに出場[20]。小学生のころはサッカー部、中学以降はバスケットボール部に所属。他にも、剣道、水泳など、野球と野球拳以外のスポーツは全般的に得意[21]。2016年にはレプロアスリートモデルの一員としてブラジリアン柔術を経験している[22]。
- 好きな芸能人・アーティストはラーメンズ、平愛梨、B'z、Mr.Children、L'Arc〜en〜Ciel、VAMPS、RADWIMPS、福山雅治、宇多田ヒカル、LINKIN PARK、Eric Clapton[23]、浜崎あゆみ[24]。
- 好きな食べ物はイチゴサンドイッチ、シチュー。嫌いな食べ物はキノコ。
- 好きなキャラクターはチェブラーシカ[21]。
- 子供のころの習い事は、ピアノ、そろばん、水泳、書道、ボーイスカウト[21]。
- 同じ苗字で名前が似ている岩永達也とは「岩永兄弟」というユニットを結成し、YouTube番組、Instagramなどで活動（現在Instagramは達也のみのアカウントになっている）。富士登山や駅伝、マラソンなどにチャレンジした[6]。
- 『飯島寛騎のノーコンテニューでクリアしてやるぜ!』（『仮面ライダーエグゼイド』公式ホームページでのスピンオフ企画）にて、キャッチコピーが「西のいちGod」になった。
- 松岡充とはTwitterにツーショット写真をアップするほどプライベートでも仲が良い[25]。
- 2021年11月4日『プレバト!!』の俳句査定において、特待生1級から名人初段に到達した[26]。

## 免許・資格
認定薬剤師、カラーセラピストトレーナー、英検2級、TOEIC830点、TOEFL60点、国連英検B級、書道5段、珠算・暗算2級、数学検定2級、普通自動車運転免許、色彩検定2級、仏検4級、観光英語検定2級、江戸文化歴史検定参級、世界遺産検定2級、アロマテラピー検定1級、チョコレート検定、IQ150メンサ会員。

## 出演

### テレビ番組
- テラスハウス（2013年2月22日 - 2013年7月5日、フジテレビ）
- ゆるテレ（2013年10月12日 - 2015年3月23日、フジテレビ）- イケメンブリッジコーナー
- ここ掘れ!オネエ目線（2015年8月31日 - 9月21日、テレビ東京）[31]
- 金曜日の聞きたい女たち（2016年4月22日 - 8月26日、フジテレビ)
- 日立 世界・ふしぎ発見!（2017年12月16日、2018年2月17日、2019年8月17日、TBS）
- この差って何ですか?（2018年9月4日、9月11日、12月18日、TBS）
- ザ・タイムショック（テレビ朝日）不定期出演
- クイズプレゼンバラエティー Qさま!!（テレビ朝日）不定期出演
- プレバト!!（毎日放送）不定期出演 - 俳句（名人初段）[26]、色鉛筆（特待生2級）[要出典]
- くりぃむクイズ ミラクル9（テレビ朝日）不定期出演

### テレビドラマ
- 仮面ライダーシリーズ（テレビ朝日）
  - 仮面ライダーエグゼイド（2016年10月2日 - 2017年3月19日、5月7日 - 8月27日） - 檀黎斗 /新檀黎斗 /檀黎斗神  仮面ライダーゲンム 役[32][33]
  - 仮面ライダージオウ 第8話 - 第10話（2018年10月21日 - 11月11日） - 檀黎斗  /檀黎斗王  アナザーオーズ役（友情出演）
- 警視庁さがし物係（2018年2月11日、テレビ朝日） - 浅井直生 役
- 西村京太郎サスペンス 十津川警部シリーズ（TBS） - 清水大騎 役
  - 十津川警部シリーズ5「京都・嵯峨野殺人迷路」（2018年4月9日）
  - 十津川警部シリーズ6「日光・恋と裏切りの鬼怒川」（2018年9月10日）
  - 十津川警部シリーズ7「浜名湖殺人ルート」（2018年12月10日）
  - 十津川警部シリーズ8「外房線に消えた女〜十津川の初恋〜」（2019年3月25日）
- 警視庁・捜査一課長 season3 第2話（2018年4月19日、テレビ朝日） - 樋口淳史 役
- サイレント・ヴォイス 行動心理捜査官・楯岡絵麻 第6話（2018年11月10日、2019年2月12日、BSテレ東、テレビ東京）
- 明治東亰恋伽（2019年4月9日 - 5月28日、テレビ神奈川ほか） - 小泉八雲 役[34]
- 妄想エレベーター（2019年10月3日、読売テレビ） - 飛ばしパス系男子 役[35]
- 世にも奇妙な物語 '19秋の特別編「鍋蓋」（2019年11月9日、フジテレビ） - 荒井敦 役[36]
- 福岡恋愛白書15 消えない恋の花火（2020年3月、九州朝日放送） - 渡辺浩樹 役[37]
- イケドラ（2021年1月9日 - 30日、関西テレビ放送） - 岩永徹也 役[38]

### 映画
- ONE PIECE FILM Z（2012年12月15日、東映） - 声の出演
- 仮面ライダーシリーズ（東映）
  - 仮面ライダー平成ジェネレーションズ Dr.パックマン対エグゼイド&ゴーストwithレジェンドライダー（2016年12月10日） - 檀黎斗 役[39]
  - 仮面ライダー×スーパー戦隊 超スーパーヒーロー大戦（2017年3月25日） - 仮面ライダーゲンム（声） 役[40]
  - 劇場版 仮面ライダーエグゼイド トゥルー・エンディング（2017年8月5日） - 檀黎斗 / 仮面ライダーゲンム 役
  - 仮面ライダー平成ジェネレーションズ FINAL ビルド&エグゼイドwithレジェンドライダー（2017年12月9日） - 檀黎斗 / 仮面ライダーゲンム 役
- 明治東京恋伽（2019年6月21日） - 小泉八雲 役[41]
- ダウト 嘘つきオトコは誰?（2019年10月4日） - 間宮春一 役[42]

### 舞台
- Blood Heaven〜第七天国Sad wings（2013年4月） - 神父役[43]
- レミング〜世界の涯まで連れてって〜（2015年12月 - 2016年1月） - アンサンブル出演[44]
- 高橋悠也×東映 シアタープロジェクト　TXT vol.1 「SLANG」（2019年6月20日 - 30日） - ヨチムジン/茨木有希人 役[45]
- 音楽劇『黒と白 -purgatorium-』（2020年2月19日 - 23日） - 傲慢・ルシフェル 役[46]
- 音楽劇『黒と白 -purgatorium- ad libitum』（2020年11月27日 - 12月6日） - 傲慢・ルシフェル 役[47]
- 音楽劇『黒と白 -purgatorium- amoroso』（2021年6月） - 傲慢・ルシフェル 役[48]
- キューピット・パラサイト The Stage（2021年11月10日 - 14日） - ピーターフラージュ 役
  - キューピット・パラサイト The Stage（2025年7月）[49]
- 舞台「BASARA」（2022年1月13日 - 23日、シアターサンモール） - ナギ 役
- 体験型演劇『ガリレオの目-それでも地球は-』（2025年8月13日 - 17日、シアター・アルファ東京）[50]

### CM・広告
- ソニー ウォークマンFシリーズ（2013年）- PR動画出演、広告モデル[51]
- カルビー Jagabee オフィス編（2013年）- CM出演
- ニンテンドー3DS ポケットモンスター X・Y（2013年）- CM出演
- 日清 カップヌードル 就職氷河期編（2014年）- CM出演
- 花王 メンズビオレ（2014年）- CM出演
- 西武新宿ペペ（2014年）- イメージモデル[52]
- リプトン（2014年）- 広告モデル、CM出演[53]
- ニコン（2015年）- 広告モデル[54]
- JINS（2014年）- 広告モデル
- 日本コカ・コーラ アクエリアスパートナー契約プロジェクト（2016年）- PRモデル[55]
- 花王 ニベア エイトフォー 8x4（2016年）- PR動画出演[56]
- SONY PlayStation®VR（2017年）- PR動画出演
- 映画 ダウンサイズ（2018年）- PR動画出演
- 資生堂 IHADA「イハダ アレルスクリーン EX」（2019年）- WEB動画出演[57]
- しまむらグループ Avail（2019年）- イメージモデル[58]
- 台湾観光局「2020年台湾観光キャンペーン新CM」（2020年）- CM出演[59]
- Rakuten「Rakuten Fashion THE SALE」（2020年）- WEBCM出演[60]
- ライフネット生命保険（2025年）- WEBCM出演[61]

### ウェブ番組
- 岩永兄弟TV（2014年5月2日 - 、YouTube）[62]
- 傷だらけのイケメン達 #9〜#12（2018年12月 - 、dTVチャンネル）[63]
- 貴女だけの王子先生 #1〜#6（2019年2月14日 - 、cookpadLive）[64]
- ワイキュー（2019年5月25日、ワイキュー） - MCでの出演[65]
- 岩永徹也のGt Lesson（2019年10月10日 - 12月19日、YouTube）[66]
- 特の番 其の4〜其の9（2020年3月30日 - 8月22日、YouTube）[67]
- ミュウヂック・ミュウ（2020年10月16日 - 、YouTube）[67]
- 岩永徹也のいちご王国（2021年2月20日 - 、ニコニコ）[68]

### ウェブドラマ
- 仮面ライダーシリーズ
  - 仮面戦隊ゴライダー（2017年3月25日 - 4月8日、auビデオパス） - 檀黎斗 / 仮面ライダーゲンム 役[69]
  - 仮面ライダージオウ 補完計画 9.5話（2018年10月28日、東映特撮ファンクラブ） - 檀黎斗 役
  - 仮面ライダーゲンムズ -ザ・プレジデンツ-（2021年4月11日・18日、東映特撮ファンクラブ） - 主演・檀黎斗 / 仮面ライダーゲンム 役[70]
  - 仮面ライダーゲンムズ スマートブレインと1000%のクライシス（2022年4月17日、東映特撮ファンクラブ） - 主演・檀黎斗 / 仮面ライダーゲンム 役
  - 仮面ライダーアウトサイダーズ ep.0, 5 - 7（2022年10月16日・2024年5月12日・9月29日・12月22日、東映特撮ファンクラブ） - 主演（ep.0, 5）・檀黎斗 / 仮面ライダーゲンム 役[71]
- YouTube 背神ドラマ『ネット怪談×百物語』シーズンファイナル（2021年9月4日 - 10月16日、YouTube（スタイルオフィスメディアチャンネル））[72]
- 大人の恋愛地図 Supported by 東京カレンダー（2021年11月11日、ABEMA）- けいすけ 役

### オリジナルビデオ
- 仮面ライダーシリーズ
  - 仮面ライダーエグゼイド [裏技] 仮面ライダースナイプ エピソードZERO（2017年） - 檀黎斗 / 仮面ライダーゲンム 役
  - 仮面ライダーエグゼイド [裏技] 仮面ライダーゲンム（2017年4月15日[注 1]） - 主演・檀黎斗 / 仮面ライダーゲンム 役
  - 仮面ライダーエグゼイド トリロジー アナザー・エンディング
    - 仮面ライダーブレイブ&仮面ライダースナイプ（2018年3月28日） - 檀黎斗 役
    - 仮面ライダーパラドクスwith仮面ライダーポッピー（2018年4月11日） - 檀黎斗 役
    - 仮面ライダーゲンムVS仮面ライダーレーザー（2018年4月25日） - 主演・檀黎斗 / 仮面ライダーゲンム 役（※小野塚勇人とW主演）

### ゲーム
- 仮面ライダーバトル ガンバライジング（2016年 - 2022年、アーケード） - 仮面ライダーゲンム 役
- 仮面ライダー トランセンドヒーローズ（2016年、Android・iOS）- 仮面ライダーゲンム 役
- 仮面ライダー ブットバソウル（2016年10月、アーケード） - 檀黎斗 / 仮面ライダーゲンム 役[73]
- イケメン源氏伝 あやかし恋えにし（2020年、Android・iOS） - 崇徳院 / 顕仁 役[74]
- 仮面ライダーバトル ガンバレジェンズ（2023年、アーケード） - 仮面ライダーゲンム 役

### イベント
- 第1回Men's Beauty アワード『Beautyスキンケア部門』受賞（2019年）

## 作品

### 雑誌
- MEN'S NON-NO（集英社、専属モデル、2009年 - 2014年）

### ファッションショー
- Girls Award テラスハウスステージ（2013年 - 2014年）[75]
- 東京ガールズコレクション（2013年 - 2014年）[76][77]
- 仙台コレクション（2013年 - 2014年）[78][79]

### 写真集
- Messenger（2018年3月14日、ワニブックス）ISBN 978-4-8470-8106-4

### 玩具
- 仮面ライダーエグゼイド DXゲームスコープ（2017年6月14日） - 檀黎斗 役
- 仮面ライダーエグゼイド 変神パッド DXガシャコンバグヴァイザーII 新檀黎斗ver.（2017年11月） - 檀黎斗 役
- 仮面ライダーエグゼイド DXドクターマイティXXガシャット（2017年12月） - 新檀黎斗 役
- DX仮面ライダーエグゼイド メモリアルフィニッシュガシャットセット（2017年12月） - 檀黎斗 役
- 仮面ライダーエグゼイド DXゴッドマキシマムマイティXガシャット（2018年4月） - 檀黎斗 役
- 仮面ライダーゲンムズ DX幻夢無双ガシャット+サウザンドアーク&檀黎斗プログライズキー（2022年10月） - 檀黎斗 役
- 仮面ライダーアウトサイダーズ DXときめきブライダルガシャット&プロトマイティアクションXガシャットノワール（2025年3月） - 檀黎斗 役

### ディスコグラフィ
| 発売日        | 商品名                                            | 歌                                   | 楽曲                    | 備考                                         |
| ------------- | ------------------------------------------------- | ------------------------------------ | ----------------------- | -------------------------------------------- |
| 2012年1月25日 | オルフェウス復興支援オムニバス「SONGS FOR PEACE」 | 岩永徹也                             | 「The Cherry Blossoms」 |                                              |
| 2020年3月20日 | Superbia -傲慢-                                   | 岩永徹也、平井雄基                   | 「Superbia -傲慢-」     | 音楽劇『黒と白 -purgatorium-』劇中歌         |
| 2021年8月27日 | 4tuneGear                                         | 岩永徹也、平井雄基、末原拓馬、縣豪紀 | 「4tuneGear」           | 音楽劇『黒と白 -purgatorium- amoroso』劇中歌 |